# Композитні поля
Композитні поля — параметричні поля, які враховують кілька взаємопов'язаних параметрів, наприклад, розподіл тиску, температури та густини у резервуарах чи багатофазних потоках, що дозволяє моделювати складні системи.
Для моделювання композитних полів у Matlab використовуються такі функції, як contour для створення контурних карт, які показують ізолінії значень, або surf для побудови тривимірних поверхонь. Ці функції дозволяють моделювати, наприклад, розподіл тиску в резервуарі чи розподіл температури у системі нагрівання. Matlab також має засоби для чисельного розв’язання диференціальних рівнянь, що дозволяє моделювати складні фізичні процеси, такі як багатофазний потік у трубопроводі.